# Wanda Broszkowska-Piklikiewicz
Wanda Broszkowska-Piklikiewicz, ps. Wanda, Łucja (ur. 29 listopada 1926 w Warszawie, zm. 25 stycznia 2019 tamże) – powstaniec warszawski, łączniczka, sanitariuszka, żołnierz AK, podporucznik Wojska Polskiego.

## Życiorys
Wanda Broszkowska herbu Brochwicz urodziła się jako córka Stanisława Broszkowskiego (1884–1942), dyrektora banku, oraz Katarzyny z Rudzińskich (1894–1945). Miała dwóch braci Władysława i Stanisława (1934–2000) oraz siostrę Marię. Szkołę podstawową ukończyła w Legionowie. Następnie podjęła naukę w Gimnazjum Sióstr Zmartwychwstanek na Żoliborzu.
Po wybuchu II wojny światowej, w grudniu 1939 r. cała rodzina została zmuszona przez Niemców do opuszczenia domu w Wołominie. Rodzina przeniosła się do małego mieszkania w Wołominie, a następnie do Warszawy na ul. Długą. Kontynuowała naukę na tajnych kompletach, a także uczęszczała do szkoły zawodowej (szkoły średnie i szkoły wyższe były zabronione przez okupanta), gdzie realizowano zakamuflowany program nauczania szkoły średniej, dający prawo do zdawania matury. Jeszcze przed powstaniem Wanda zdała maturę (m.in. z języka niemieckiego, którego znajomość wielokrotnie się jej przydawała). Działalność konspiracyjną rozpoczęła od małego sabotażu: było to m.in. roznoszenie „Biuletynu Informacyjnego” oraz innych gazetek. Wtedy też przeszła sześciotygodniowy kurs sanitarny pierwszego stopnia i zdała egzamin na sanitariuszkę.
Po wybuchu powstania warszawskiego znalazła się na Powiślu. Służyła jako łączniczka batalionu „Zaremba-Piorun” w stopniu starszego strzelca. Tam skierowano ją do pracy w fabryce Alfa Laval do produkcji granatów. Po kapitulacji powstania została wzięta ze swoim batalionem do niewoli. Najpierw umieszczeni w Ożarowie, następnie załadowani do pociągu w celu dalszego transportu. Jednak Wanda z grupą innych żołnierzy została w ostatniej chwili wysadzona. Zawieziono ich do pałacyku w Ożarowie, gdzie rezydował dowódca oddziałów SS skierowanych do stłumienia powstania Erich von dem Bach-Zelewski. Wszyscy byli przesłuchiwani, jednak ustalili między sobą, że nie złożą żadnych zeznań. Po nieudanym przesłuchaniu zostali z powrotem odstawieni na dworzec, ale już do innego transportu. Trafili do obozu w Bad Fallingbostel. Wanda była kilkakrotnie przenoszona do innych obozów: m.in. Bergen-Belsen, Oberlangen. Brała również udział w komenderówkach. Konwencje genewskie zakazywały wykorzystywania jeńców do pracy w przemyśle na rzecz wojny, jednak Niemcy nie przestrzegali tego zakazu. Ostatnim obozem w jakim się znalazła był Oberlangen. Tam 12 kwietnia 1945 r. doczekała wyzwolenia przez 2 pułk pancerny 1 Dywizji Pancernej gen. Maczka pod dowództwem ppłk. Stanisława Koszutskiego.
Po wyzwoleniu zgłosiła się z czterdziestoma innymi ochotniczkami na wojnę w Japonii. Miały się stawić w Wielkiej Brytanii. Jednak po dotarciu do Lille zastał je koniec wojny, więc dalsza podróż była niemożliwa. Ochotniczki, pod dowództwem kpt. Wojewódzkiej, zostały zakwaterowane w Lannoy oraz przyjęte do formacji francuskiej, w której służyli również polscy żołnierze. Tam na Université Lille Nord de France podjęła studia medyczne. Po zaliczeniu pierwszego roku otrzymała list od ciotki, który informował o śmierci matki. Przez Wilhelmshaven i Szczecin dotarła do Polski. W Lublinie odnalazła młodszego brata Stanisława, a w Łodzi siostrę Marię. Cała trójka osiadła w Łodzi (starszy brat Władysław nie powrócił z niewoli do Polski, wyemigrował do Wenezueli). Wanda ukończyła studia na kierunkach historia i historia sztuki.
Wyszła za mąż za Henryka Piklikiewicza (1913–2013), z którym miała syna Macieja (ur. 1958). Należała do Światowego Związku Żołnierzy Armii Krajowej (była członkiem prezydium Okręgu Warszawskiego). Była także prezesem Środowiska „Oberlangen” należącego do warszawskiego okręgu ŚZŻ AK.
8 września 1999 z okazji światowego zjazdu 1 Dywizji Pancernej otrzymała od Prezydenta RP Aleksandra Kwaśniewskiego promocję na stopień podporucznika.

## Odznaczenia
- Krzyż Komandorski Orderu Odrodzenia Polski – 2006[2]
- Krzyż Oficerski Orderu Odrodzenia Polski – 2000[3]
- Krzyż Partyzancki